# Antoni Misiak
Antoni Misiak (ur. 22 maja 1922 w Łodzi, zm. 5 marca 1974 tamże) – włókiennik, turysta i działacz Polskiego Towarzystwa Turystyczno-Krajoznawczego (PTTK).

## Praca zawodowa i nauka
Przed wojną (w 1937) zaczął pracować jako robotnik w jednej z fabryk włókienniczych w Łodzi. Podczas wojny pracował na robotach przymusowych w Niemczech. Od powrotu do miasta w 1945 aż do śmierci cały czas pracował w jednej firmie włókienniczej, Łódzkich Zakładach Przemysłu Bawełnianego im. Obrońców Pokoju "Uniontex", ostatnio na stanowisku zastępcy kierownika działu zaopatrzenia. Zaocznie zdobył maturę w Technikum Włókienniczym.

## Działalność społeczna w krajoznawstwie
Od 1961 był członkiem PTTK w Oddziale Łódzkim. 
Od chwili powstania Koła PTTK przy ŁZPB „Uniontex” w 1964 był nieprzerwanie członkiem zarządu tego koła, pełniąc też obowiązki gospodarza. W 1965 zdobył uprawnienia Organizatora Turystyki, a w 1970 Przodownika Turystyki Pieszej. Był organizatorem wielu wycieczek, rajdów i innych imprez organizowanych przez koło, działające w największym łódzkim zakładzie pracy, np. przez 12 lat był kwatermistrzem rajdu "Jesień Włókniarzy".

## Wyróżnienia
- Srebrna Honorowa Odznaka PTTK,
- Srebrna Odznaka Zasłużonego Pracownika Przemysłu Lekkiego,
- Odznaka "Za Zasługi dla Oddziału PTTK w Łodzi",
- inne odznaczenia organizacyjne.